# Руданівський Володимир Олексійович
Володимир Олексійович Руданівський (22 червня 1889 — † 1937) — підполковник Дієвої армії УНР.
Закінчив Володимирське реальне училище, Казанське військове училище (1911), вийшов підпоручиком до 12-ї артилерійської бригади, у складі якої брав участь у Першій світовій війні. З 27 грудня 1915 р. — командир 1-го парку 12-ї артилерійської бригади. З 22 травня 1917 р. — капітан. Під час війни отримав контузію.
У 1918 р. закінчив Інструкторську школу старшин. 3 4 серпня 1918 р. — командир 1-ї батареї 28-го легкого гарматного полку Армії Української Держави. З 8 січня 1919 р. — старшина 3-ї легкої гарматної бригади Дієвої армії УНР. З 13 січня 1919 р. — начальник базисного склепу (складу) № 1 Головного артилерійського управління Дієвої армії УНР.
З 31 березня 1920 р. — начальник секретарського відділу Головного управління Генерального штабу УНР. З 3 липня 1920 р. — начальник канцелярії 2-го генерал-квартирмейстера Генерального штабу УНР. Після підписання перемир'я між 12 жовтня 1920 між більшовиками і Польщею був інтернованим разом з генералом Сінклером у Ченстохова. Був одним з провідних активістів культурно-суспільних організацій і місті Ченстохова.
У 1935 році по смерті Юзефа Пілсудського був співорганізатором траурної відправи у місцевій церкві, і складав співчуття представникам організації Польських інвалідів.
Помер у 1937 році.